# Alois Pollinger

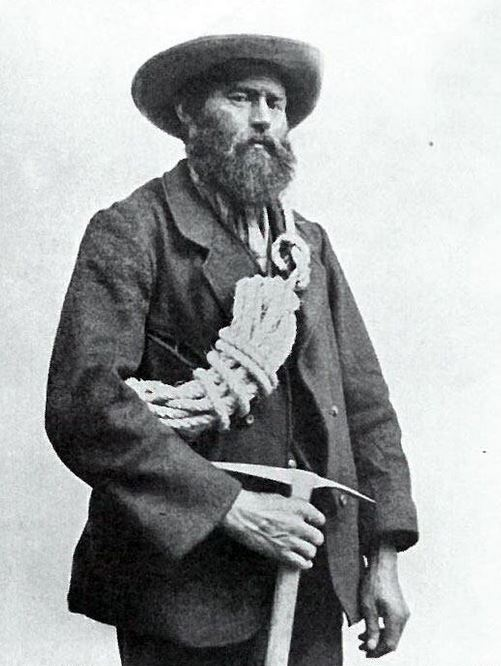
Alois Pollinger

Alois Pollinger (* 22. Februar 1844 in St. Niklaus; † 16. April 1910 ebenda) war ein Schweizer Bergsteiger und Bergführer. Alois Pollinger ist der Erfinder der Abseiltechnik mit doppeltem Seil.

## Familie und Bergführer

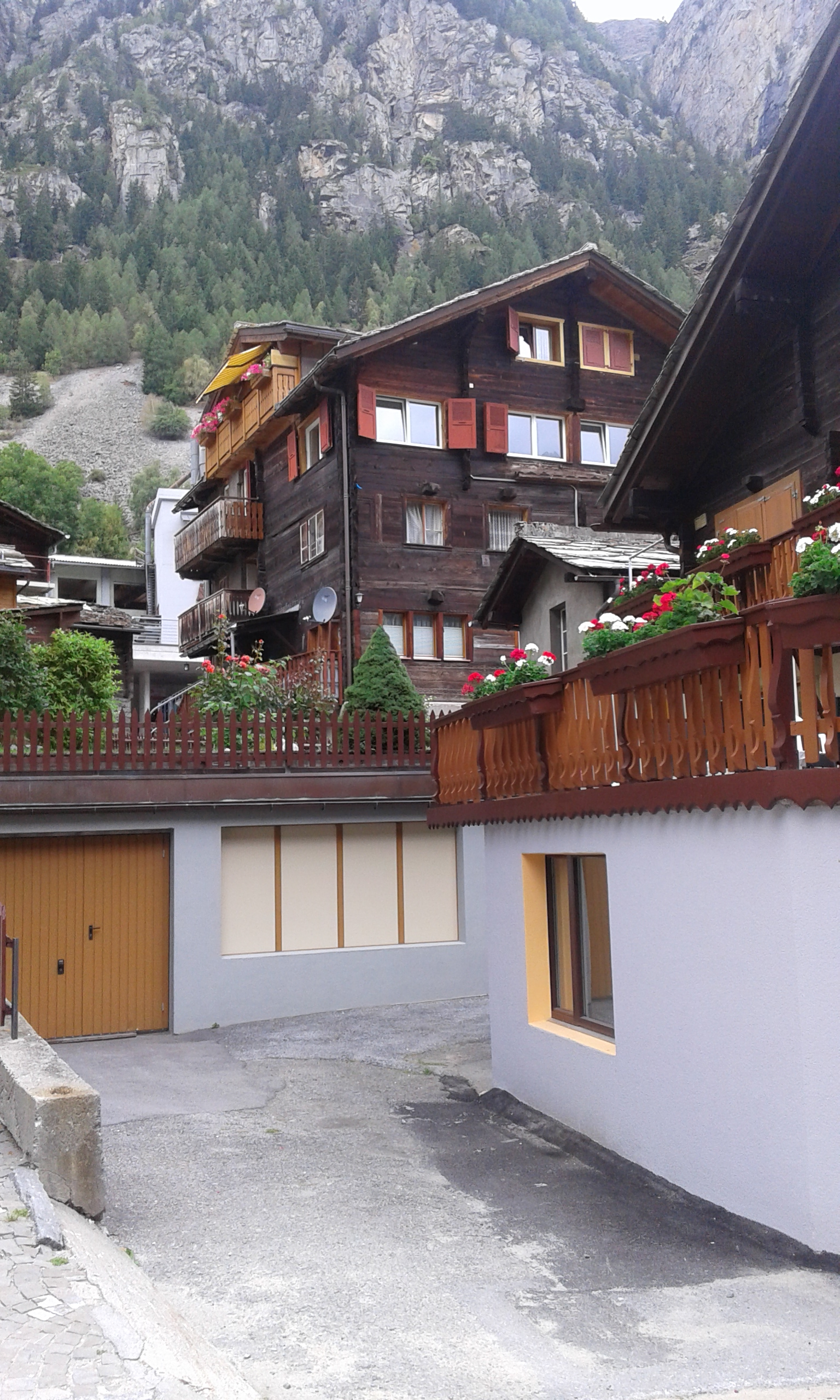
Wohnhaus des Bergführers Alois Pollinger senior in St. Niklaus Dorf

Alois Pollinger aus St. Niklaus im Schweizer Kanton Wallis begann seine Bergführerkarriere Anfang der 1860er Jahre als Träger bei seinem Schwager Josef Marie Lochmatter, dem Begründer und Stammhalter der bekannten St. Niklauser Bergführerdynastie.
Josef Marie Lochmatter heiratete 1861 Maria Josefa Pollinger, die älteste Schwester von Alois Pollinger.
Alois Pollinger war zwei Mal verheiratet. Seine Söhne
- Josef Pollinger (1873–1943),
- Alois Pollinger (1875–1945),
- Heinrich Pollinger (1885–1953),
- Alexander Pollinger (1887–1953),
- Hermann Pollinger (1901–1950) und

seine Enkel
- Adolf Pollinger (1898–1980),
- Karl Pollinger (1903–1977),
- Linus Pollinger (1910–1952),
- Werner Pollinger (1919–1999),
- Anton Pollinger (1927–2003)

wurden ebenfalls Bergführer.

## «König» schwieriger Klettertouren und technischer Pionier
Alois Pollinger ist der «König» schwieriger Klettertouren, beispielsweise führte er im Jahre 1882 die Erstbesteigung des Zinalgrats der Dent Blanche (4357 m ü. M.) durch, der nach einem Ausspruch von ihm auch unter dem Namen «Viereselsgrat» bekannt ist.
Zudem ist er der Erfinder der modernen Abseiltechnik mit doppeltem Seil. Auf einer grösseren Tour setzte Pollinger diese Technik zum ersten Mal am 25. August 1884 beim Abstieg über den steilen Westgrat der Dent Blanche erfolgreich ein.

## Erstbegehungen (Auswahl)
- 11. August 1882: Aufstieg über den Zinalgrat / Viereselsgrat der Dent Blanche
- 6. August 1884: direkter Aufstieg vom Bergli (Süden) her auf das Eigerjoch und den  Eiger
- 25. und 26. August 1884: Abstieg über den Westgrat / Ferpèclegrat der Dent Blanche
- die weiteren Erstbegehungen siehe folgend unter Literatur